# Сура Аль-Кияма
Сура Аль-Кияма (араб. سورة القيامة‎) або Воскресіння — сімдесят п'ята сура Корану. Мекканська, містить 40 аятів.